# Huza Press
Huza Press ist ein Verlag mit Sitz in Kigali. Gegründet wurde der Verlag 2015 von der Ruanderin Louise Umutoni (auch Louise Umutoni-Bower).

## Verlagsprogramm
Huza Press veröffentlicht zeitgenössische Literatur afrikanischer Autoren.

## Huza Press Prize for Fiction
Neben der Herausgabe literarischer Werke liegt ein weiterer Teil der Arbeit von Huza Press auf der Organisation von literarischen Veranstaltungen und Unterstützung kreativen Schreibens. Unter anderem rief Huza Press den ersten ruandischen Literaturpreis (Huza Press Prize for Fiction) ins Leben, der 2017 vergeben wurde. Außerdem wurde 2016 eine Anthologie der besten Einreichungen veröffentlicht.

## Veröffentlichungen
- Versus and Other Stories (Anthologie, 2016)
- Billy Kahora: The Cape Cod Bicycle War and Other Stories (2019)
- Yolande Mukagasana: Not my Time to Die (2019)